# HD 155358 b
HD 155358 b ist ein Exoplanet, der den gelben Zwerg HD 155358 alle 195 Tage umkreist. Auf Grund seiner hohen Masse wird angenommen, dass es sich um einen Gasplaneten handelt.

## Entdeckung
Der Planet wurde mit Hilfe der Radialgeschwindigkeitsmethode von William D. Cochran et al. im Jahr 2007 entdeckt.

## Umlauf und Masse
Der Planet umkreist seinen Stern in einer Entfernung von ca. 0,628 Astronomischen Einheiten und hat eine Masse von ca. 282,9 Erdmassen bzw. 0,89 Jupitermassen.